# USL League One 2023
Esta temporada 2023 de la USL League One fue la quinta temporada de la USL League One, que corresponde al tercer nivel del sistema de ligas de fútbol de los Estados Unidos.
Doce equipos participaron en la temporada 2023. Cada equipo jugó contra diez equipos tres veces y dos veces contra el  equipo restante, lo que dio un total de 32 partidos. Los seis mejores equipos se clasificaron para los playoffs.
Tormenta FC es el actual campeón, después de haber ganado su partido y derrotado a Chattanooga Red Wolves en la final de 2022.
Debutaron en esta temporada Lexington SC y One Knoxville SC.

## Equipos participantes
| Club                           | Ciudad                     | Estadio                                         | Capacidad | Entrenador      |
| ------------------------------ | -------------------------- | ----------------------------------------------- | --------- | --------------- |
| Central Valley Fuego FC        | Fresno, California         | Fresno State Soccer Stadium                     | 1,000     | Martín Vásquez  |
| Charlotte Independence         | Charlotte, North Carolina  | American Legion Memorial Stadium                | 10,500    | Mike Jeffries   |
| Chattanooga Red Wolves SC      | Chattanooga, Tennessee     | CHI Memorial Stadium                            | 5,000     | Jeff Korytoski  |
| Forward Madison FC             | Madison, Wisconsin         | Breese Stevens Field                            | 5,000     | Matt Glaeser    |
| Greenville Triumph SC          | Greenville, South Carolina | Legacy Early College Field                      | 4,000     | John Harkes     |
| One Knoxville SC               | Knoxville, Tennessee       | Regal Stadium                                   | 3,000     | Mark McKeever   |
| Lexington SC                   | Lexington, Kentucky        | Bell Soccer Complex                             | 3,368     | Sam Stockley    |
| North Carolina FC              | Cary, North Carolina       | Sahlen's Stadium at WakeMed Soccer Park         | 10,000    | John Bradford   |
| Northern Colorado Hailstorm FC | Windsor, Colorado          | TicketSmarter Stadium at Future Legends Complex | 3,500     | Éamon Zayed     |
| Richmond Kickers               | Richmond, Virginia         | City Stadium                                    | 22,611    | Darren Sawatzky |
| South Georgia Tormenta FC      | Statesboro, Georgia        | Optim Sports Medicine Field                     | 5,300     | Ian Cameron     |
| Union Omaha                    | Papillion, Nebraska        | Werner Park                                     | 9,023     | Vacante         |

## Tabla de clasificación
| Pos. | Equipo                         | Pts. | PJ | G  | E  | P  | GF | GC | Dif. | Clasificación 2023                 |
| ---- | ------------------------------ | ---- | -- | -- | -- | -- | -- | -- | ---- | ---------------------------------- |
| 1    | Union Omaha                    | 65   | 32 | 19 | 8  | 5  | 61 | 41 | +20  | Clasificado a las semifinales      |
| 2    | North Carolina FC              | 63   | 32 | 19 | 6  | 7  | 58 | 39 | +19  | Clasificado a las semifinales      |
| 3    | Northern Colorado Hailstorm FC | 62   | 32 | 18 | 8  | 6  | 59 | 37 | +22  | Clasificado a los cuartos de final |
| 4    | Charlotte Independence         | 49   | 32 | 13 | 10 | 9  | 50 | 42 | +8   | Clasificado a los cuartos de final |
| 5    | Greenville Triumph SC          | 48   | 32 | 13 | 9  | 10 | 45 | 40 | +5   | Clasificado a los cuartos de final |
| 6    | Forward Madison FC             | 43   | 32 | 11 | 10 | 11 | 38 | 40 | −2   | Clasificado a los cuartos de final |
| 7    | Tormenta FC                    | 42   | 32 | 12 | 6  | 14 | 55 | 56 | −1   |                                    |
| 8    | One Knoxville SC               | 38   | 32 | 9  | 11 | 12 | 36 | 39 | −3   |                                    |
| 9    | Lexington SC                   | 32   | 32 | 7  | 11 | 14 | 46 | 57 | −11  |                                    |
| 10   | Chattanooga Red Wolves         | 31   | 32 | 8  | 7  | 17 | 46 | 65 | −19  |                                    |
| 11   | Richmond Kickers               | 29   | 32 | 6  | 11 | 15 | 42 | 55 | −13  |                                    |
| 12   | Central Valley Fuego FC        | 23   | 32 | 6  | 5  | 21 | 36 | 61 | −25  |                                    |

Actualizado a los partidos jugados el 14 de octubre de 2023.
 Fuente: USL League One

## Resultados
| North Carolina FC      | 0:1 | South Georgia Tormenta FC | WakeMed Soccer Park              | 17 de marzo | 20:00 |
| Charlotte Independence | 0:0 | Richmond Kickers          | American Legion Memorial Stadium | 18 de marzo | 18:00 |
| One Knoxville SC       | 2:1 | Lexington SC              | Regal Soccer Stadium             | 18 de marzo | 20:00 |

| Greenville Triumph SC     | 0:1 | Richmond Kickers               | Paladin Stadium                                 | 25 de marzo | 20:00 |
| Chattanooga Red Wolves SC | 0:0 | Northern Colorado Hailstorm FC | CHI Memorial Stadium                            | 25 de marzo | 20:30 |
| South Georgia Tormenta FC | 1:3 | Charlotte Independence         | Optim Sports Medicine Field at Tormenta Stadium | 25 de marzo | 20:30 |
| Union Omaha               | 1:1 | Forward Madison FC             | Caniglia Field                                  | 26 de marzo | 16:00 |
| Central Valley Fuego FC   | 0:2 | North Carolina FC              | Fresno State Soccer Stadium                     | 5 de mayo   | 22:00 |

| Richmond Kickers          | 1:2 | Charlotte Independence         | City Stadium                                    | 1 de abril  | 19:00 |
| North Carolina FC         | 2:1 | Lexington SC                   | WakeMed Soccer Park                             | 1 de abril  | 20:00 |
| Chattanooga Red Wolves SC | 0:1 | Central Valley Fuego FC        | CHI Memorial Stadium                            | 1 de abril  | 20:30 |
| South Georgia Tormenta FC | 0:3 | Northern Colorado Hailstorm FC | Optim Sports Medicine Field at Tormenta Stadium | 1 de abril  | 20:30 |
| One Knoxville SC          | 1:2 | Union Omaha                    | Regal Soccer Stadium                            | 18 de julio | 19:30 |

| Lexington SC              | 0:0 | Forward Madison FC     | Toyota Stadium                                  | 8 de abril | 19:00 |
| North Carolina FC         | 1:1 | Charlotte Independence | WakeMed Soccer Park                             | 8 de abril | 19:00 |
| Chattanooga Red Wolves SC | 2:1 | One Knoxville SC       | CHI Memorial Stadium                            | 8 de abril | 19:30 |
| South Georgia Tormenta FC | 2:0 | Greenville Triumph SC  | Optim Sports Medicine Field at Tormenta Stadium | 8 de abril | 19:30 |
| Central Valley Fuego FC   | 0:2 | Union Omaha            | Fresno State Soccer Stadium                     | 8 de abril | 22:00 |

| One Knoxville SC   | 1:1 | Central Valley Fuego FC        | Regal Soccer Stadium | 12 de abril | 19:00 |
| Union Omaha        | 1:2 | North Carolina FC              | Caniglia Field       | 15 de abril | 15:00 |
| Richmond Kickers   | 0:0 | Northern Colorado Hailstorm FC | City Stadium         | 15 de abril | 18:00 |
| Forward Madison FC | 4:1 | Greenville Triumph SC          | Breese Stevens Field | 15 de abril | 19:00 |
| Lexington SC       | 2:1 | South Georgia Tormenta FC      | Toyota Stadium       | 15 de abril | 19:00 |

| Charlotte Independence | 0:0 | Union Omaha               | American Legion Memorial Stadium | 19 de abril | 19:00 |
| Greenville Triumph SC  | 3:0 | Central Valley Fuego FC   | Paladin Stadium                  | 19 de abril | 19:30 |
| One Knoxville SC       | 0:2 | South Georgia Tormenta FC | Regal Soccer Stadium             | 21 de abril | 18:00 |
| North Carolina FC      | 3:0 | Chattanooga Red Wolves SC | WakeMed Soccer Park              | 21 de abril | 19:00 |
| Charlotte Independence | 1:0 | Central Valley Fuego FC   | American Legion Memorial Stadium | 22 de abril | 14:00 |
| Lexington SC           | 0:2 | Greenville Triumph SC     | Toyota Stadium                   | 22 de abril | 19:00 |

| Forward Madison FC        | 0:0 | Charlotte Independence         | Breese Stevens Field                            | 29 de abril | 18:00 |
| Greenville Triumph SC     | 1:2 | North Carolina FC              | Paladin Stadium                                 | 29 de abril | 19:00 |
| Chattanooga Red Wolves SC | 3:1 | Lexington SC                   | CHI Memorial Stadium                            | 29 de abril | 19:30 |
| South Georgia Tormenta FC | 1:3 | Richmond Kickers               | Optim Sports Medicine Field at Tormenta Stadium | 29 de abril | 19:30 |
| Central Valley Fuego FC   | 0:1 | One Knoxville SC               | Fresno State Soccer Stadium                     | 30 de abril | 19:00 |
| Union Omaha               | 3:2 | Northern Colorado Hailstorm FC | Caniglia Field                                  | 30 de abril | 20:00 |

| Charlotte Independence    | 1:3 | Greenville Triumph SC     | American Legion Memorial Stadium | 4 de mayo | 19:00 |
| One Knoxville SC          | 0:0 | Forward Madison FC        | Regal Soccer Stadium             | 4 de mayo | 19:00 |
| Richmond Kickers          | 0:0 | Union Omaha               | City Stadium                     | 5 de mayo | 19:00 |
| Chattanooga Red Wolves SC | 0:2 | South Georgia Tormenta FC | CHI Memorial Stadium             | 5 de mayo | 19:30 |

| Greenville Triumph SC | 2:2 | Richmond Kickers               | Paladin Stadium      | 13 de mayo | 20:00 |
| Lexington SC          | 1:0 | Charlotte Independence         | Toyota Stadium       | 13 de mayo | 20:00 |
| North Carolina FC     | 0:2 | Forward Madison FC             | WakeMed Soccer Park  | 13 de mayo | 20:00 |
| One Knoxville SC      | 1:2 | Northern Colorado Hailstorm FC | Regal Soccer Stadium | 13 de mayo | 20:00 |

| One Knoxville SC          | 2:0 | Chattanooga Red Wolves SC      | Regal Soccer Stadium             | 17 de mayo | 21:00 |
| North Carolina FC         | 3:2 | Richmond Kickers               | WakeMed Soccer Park              | 18 de mayo | 19:00 |
| Forward Madison FC        | 0:2 | Northern Colorado Hailstorm FC | Breese Stevens Field             | 19 de mayo | 20:00 |
| Greenville Triumph SC     | 1:2 | One Knoxville SC               | Paladin Stadium                  | 20 de mayo | 19:00 |
| Richmond Kickers          | 2:1 | Lexington SC                   | City Stadium                     | 20 de mayo | 19:00 |
| Chattanooga Red Wolves SC | 3:3 | Union Omaha                    | CHI Memorial Stadium             | 20 de mayo | 19:30 |
| Central Valley Fuego FC   | 3:2 | South Georgia Tormenta FC      | Fresno State Soccer Stadium      | 20 de mayo | 22:00 |
| Charlotte Independence    | 2:1 | North Carolina FC              | American Legion Memorial Stadium | 21 de mayo | 14:00 |

| Union Omaha                    | 3:3 | Greenville Triumph SC     | Caniglia Field                                  | 24 de mayo | 20:00 |
| Charlotte Independence         | 3:0 | Chattanooga Red Wolves SC | American Legion Memorial Stadium                | 27 de mayo | 19:00 |
| Lexington SC                   | 1:1 | One Knoxville SC          | Toyota Stadium                                  | 27 de mayo | 19:00 |
| South Georgia Tormenta FC      | 1:1 | Richmond Kickers          | Optim Sports Medicine Field at Tormenta Stadium | 27 de mayo | 19:30 |
| Union Omaha                    | 1:2 | Forward Madison FC        | Caniglia Field                                  | 27 de mayo | 20:00 |
| Northern Colorado Hailstorm FC | 4:1 | Central Valley Fuego FC   | Future Legends Complex                          | 27 de mayo | 21:00 |

| Charlotte Independence | 3:0 | Union Omaha                    | American Legion Memorial Stadium | 3 de junio | 17:00 |
| Greenville Triumph SC  | 1:1 | South Georgia Tormenta FC      | Paladin Stadium                  | 4 de junio | 19:00 |
| Lexington SC           | 2:2 | Northern Colorado Hailstorm FC | Toyota Stadium                   | 4 de junio | 19:00 |
| Richmond Kickers       | 1:0 | Chattanooga Red Wolves SC      | City Stadium                     | 4 de junio | 19:00 |
| One Knoxville SC       | 0:1 | North Carolina FC              | Regal Soccer Stadium             | 4 de junio | 19:30 |
| Forward Madison FC     | 1:2 | Central Valley Fuego FC        | Breese Stevens Field             | 4 de junio | 20:00 |

| Chattanooga Red Wolves SC      | 2:0 | Forward Madison FC | CHI Memorial Stadium                            | 7 de junio  | 19:30 |
| Northern Colorado Hailstorm FC | 2:0 | Richmond Kickers   | Future Legends Complex                          | 7 de junio  | 21:00 |
| Greenville Triumph SC          | 1:1 | Union Omaha        | Paladin Stadium                                 | 10 de junio | 19:00 |
| South Georgia Tormenta FC      | 1:1 | Lexington SC       | Optim Sports Medicine Field at Tormenta Stadium | 10 de junio | 19:30 |
| Forward Madison FC             | 3:0 | North Carolina FC  | Breese Stevens Field                            | 10 de junio | 20:00 |
| Northern Colorado Hailstorm FC | 0:0 | One Knoxville SC   | Future Legends Complex                          | 10 de junio | 21:00 |
| Central Valley Fuego FC        | 1:2 | Richmond Kickers   | Fresno State Soccer Stadium                     | 10 de junio | 22:00 |

| Lexington SC              | 2:0 | Chattanooga Red Wolves SC      | Toyota Stadium                                  | 14 de junio  | 19:00 |
| Richmond Kickers          | 0:1 | Forward Madison FC             | City Stadium                                    | 17 de junio  | 19:00 |
| One Knoxville SC          | 2:0 | Charlotte Independence         | Regal Soccer Stadium                            | 17 de junio  | 19:30 |
| Central Valley Fuego FC   | 0:1 | Greenville Triumph SC          | Fresno State Soccer Stadium                     | 17 de junio  | 22:00 |
| North Carolina FC         | 2:2 | Lexington SC                   | WakeMed Soccer Park                             | 18 de junio  | 15:00 |
| South Georgia Tormenta FC | 2:2 | Northern Colorado Hailstorm FC | Optim Sports Medicine Field at Tormenta Stadium | 23 de agosto |       |

| Greenville Triumph SC          | 5:1 | Chattanooga Red Wolves SC | Paladin Stadium        | 21 de junio | 19:30 |
| Union Omaha                    | 1:1 | One Knoxville SC          | Caniglia Field         | 21 de junio | 20:00 |
| Forward Madison FC             | 3:2 | Lexington SC              | Breese Stevens Field   | 22 de junio | 20:00 |
| Richmond Kickers               | 2:2 | One Knoxville SC          | City Stadium           | 24 de junio | 19:00 |
| Chattanooga Red Wolves SC      | 2:2 | Charlotte Independence    | CHI Memorial Stadium   | 24 de junio | 19:30 |
| Union Omaha                    | 2:0 | South Georgia Tormenta FC | Caniglia Field         | 24 de junio | 20:00 |
| Northern Colorado Hailstorm FC | 1:0 | Central Valley Fuego FC   | Future Legends Complex | 24 de junio | 21:00 |

| South Georgia Tormenta FC | 0:1 | Forward Madison FC        | Optim Sports Medicine Field at Tormenta Stadium | 28 de junio | 19:30 |
| North Carolina FC         | 2:0 | Charlotte Independence    | WakeMed Soccer Park                             | 30 de junio | 19:00 |
| Greenville Triumph SC     | 1:0 | Forward Madison FC        | Paladin Stadium                                 | 1 de julio  | 19:00 |
| Richmond Kickers          | 2:0 | Chattanooga Red Wolves SC | City Stadium                                    | 1 de julio  | 20:30 |
| Central Valley Fuego FC   | 0:1 | Union Omaha               | Fresno State Soccer Stadium                     | 1 de julio  | 22:00 |
| Lexington SC              | 1:5 | South Georgia Tormenta FC | Toyota Stadium                                  | 2 de julio  | 19:00 |

| Northern Colorado Hailstorm FC | 3:2 | Charlotte Independence         | Future Legends Complex           | 4 de julio | 21:00 |
| Chattanooga Red Wolves SC      | 1:1 | Northern Colorado Hailstorm FC | CHI Memorial Stadium             | 8 de julio | 19:30 |
| One Knoxville SC               | 2:2 | North Carolina FC              | Regal Soccer Stadium             | 8 de julio | 19:30 |
| Forward Madison FC             | 1:0 | Central Valley Fuego FC        | Breese Stevens Field             | 8 de julio | 20:00 |
| Union Omaha                    | 4:1 | Richmond Kickers               | Caniglia Field                   | 8 de julio | 20:00 |
| Charlotte Independence         | 2:1 | Lexington SC                   | American Legion Memorial Stadium | 9 de julio | 19:00 |

| One Knoxville SC               | 2:4 | Northern Colorado Hailstorm FC | Regal Soccer Stadium                            | 11 de julio | 19:30 |
| North Carolina FC              | 2:2 | Forward Madison FC             | WakeMed Soccer Park                             | 15 de julio | 19:00 |
| Richmond Kickers               | 2:2 | Charlotte Independence         | City Stadium                                    | 15 de julio | 19:00 |
| South Georgia Tormenta FC      | 4:2 | Chattanooga Red Wolves SC      | Optim Sports Medicine Field at Tormenta Stadium | 15 de julio | 19:30 |
| Greenville Triumph SC          | 1:0 | One Knoxville SC               | Paladin Stadium                                 | 15 de julio | 19:45 |
| Northern Colorado Hailstorm FC | 2:0 | Union Omaha                    | Future Legends Complex                          | 15 de julio | 21:00 |
| Central Valley Fuego FC        | 2:1 | Lexington SC                   | Fresno State Soccer Stadium                     | 15 de julio | 22:00 |

| Charlotte Independence         | 1:0 | Greenville Triumph SC     | American Legion Memorial Stadium                | 19 de julio | 19:00 |
| Charlotte Independence         | 1:2 | Central Valley Fuego FC   | American Legion Memorial Stadium                | 22 de julio | 19:00 |
| Lexington SC                   | 3:0 | Union Omaha               | Toyota Stadium                                  | 22 de julio | 19:00 |
| One Knoxville SC               | 2:3 | Chattanooga Red Wolves SC | Regal Soccer Stadium                            | 22 de julio | 19:30 |
| South Georgia Tormenta FC      | 1:2 | Greenville Triumph SC     | Optim Sports Medicine Field at Tormenta Stadium | 22 de julio | 19:30 |
| Northern Colorado Hailstorm FC | 3:1 | Richmond Kickers          | Future Legends Complex                          | 22 de julio | 21:00 |

| Forward Madison FC        | 1:4 | South Georgia Tormenta FC      | Breese Stevens Field             | 26 de julio | 19:00 |
| North Carolina FC         | 2:0 | Northern Colorado Hailstorm FC | WakeMed Soccer Park              | 26 de julio | 19:00 |
| Charlotte Independence    | 4:1 | Northern Colorado Hailstorm FC | American Legion Memorial Stadium | 29 de julio | 19:00 |
| Lexington SC              | 2:2 | Richmond Kickers               | Toyota Stadium                   | 29 de julio | 19:00 |
| Chattanooga Red Wolves SC | 1:2 | North Carolina FC              | CHI Memorial Stadium             | 29 de julio | 19:30 |
| Forward Madison FC        | 1:1 | Greenville Triumph SC          | Breese Stevens Field             | 29 de julio | 20:00 |
| Union Omaha               | 3:2 | South Georgia Tormenta FC      | Caniglia Field                   | 29 de julio | 20:00 |
| Central Valley Fuego FC   | 0:1 | One Knoxville SC               | Fresno State Soccer Stadium      | 29 de julio | 20:30 |

| Union Omaha                    | 2:0 | Lexington SC              | Caniglia Field                                  | 2 de agosto | 20:00 |
| Greenville Triumph SC          | 3:2 | Charlotte Independence    | Paladin Stadium                                 | 5 de agosto | 19:00 |
| Richmond Kickers               | 1:2 | Forward Madison FC        | City Stadium                                    | 5 de agosto | 19:00 |
| South Georgia Tormenta FC      | 2:3 | North Carolina FC         | Optim Sports Medicine Field at Tormenta Stadium | 5 de agosto | 19:30 |
| Union Omaha                    | 3:1 | One Knoxville SC          | Caniglia Field                                  | 5 de agosto | 20:00 |
| Northern Colorado Hailstorm FC | 3:4 | Lexington SC              | Future Legends Complex                          | 5 de agosto | 21:00 |
| Central Valley Fuego FC        | 1:1 | Chattanooga Red Wolves SC | Fresno State Soccer Stadium                     | 5 de agosto | 22:30 |

| Richmond Kickers               | 2:2 | North Carolina FC         | City Stadium                                    | 9 de agosto  | 19:00 |
| South Georgia Tormenta FC      | 2:1 | Central Valley Fuego FC   | Optim Sports Medicine Field at Tormenta Stadium | 9 de agosto  | 19:30 |
| Forward Madison FC             | 1:0 | Chattanooga Red Wolves SC | Breese Stevens Field                            | 9 de agosto  | 20:00 |
| Charlotte Independence         | 3:2 | South Georgia Tormenta FC | American Legion Memorial Stadium                | 12 de agosto | 19:00 |
| Lexington SC                   | 3:2 | Central Valley Fuego FC   | Toyota Stadium                                  | 12 de agosto | 19:00 |
| Northern Colorado Hailstorm FC | 2:1 | Greenville Triumph SC     | Future Legends Complex                          | 12 de agosto | 19:00 |
| Chattanooga Red Wolves SC      | 3:2 | Richmond Kickers          | CHI Memorial Stadium                            | 12 de agosto | 19:30 |
| Forward Madison FC             | 1:2 | One Knoxville SC          | Breese Stevens Field                            | 12 de agosto | 20:00 |
| Northern Colorado Hailstorm FC | 2:3 | Union Omaha               | Future Legends Complex                          | 12 de agosto | 21:00 |

| One Knoxville SC               | 1:0 | Lexington SC              | Regal Soccer Stadium                            | 18 de agosto | 19:30 |
| Richmond Kickers               | 1:3 | North Carolina FC         | City Stadium                                    | 19 de agosto | 19:00 |
| South Georgia Tormenta FC      | 4:2 | Forward Madison FC        | Optim Sports Medicine Field                     | 19 de agosto | 19:30 |
| Union Omaha                    | 2:1 | Chattanooga Red Wolves SC | Werner Park                                     | 19 de agosto | 20:00 |
| Northern Colorado Hailstorm FC | 0:0 | Greenville Triumph SC     | TicketSmarter Stadium at Future Legends Complex | 19 de agosto | 21:00 |
| Central Valley Fuego FC        | 1:2 | Charlotte Independence    | Fresno State Soccer Stadium                     | 19 de agosto | 22:30 |

| Greenville Triumph SC     | 2:1 | Chattanooga Red Wolves SC      | Paladin Stadium                         | 23 de agosto | 19:30 |
| Greenville Triumph SC     | 1:2 | Union Omaha                    | Paladin Stadium                         | 26 de agosto | 19:00 |
| Lexington SC              | 1:0 | Richmond Kickers               | Toyota Stadium                          | 26 de agosto | 19:00 |
| North Carolina FC         | 1:2 | Northern Colorado Hailstorm FC | Sahlen's Stadium at WakeMed Soccer Park | 26 de agosto | 19:00 |
| Chattanooga Red Wolves SC | 4:4 | South Georgia Tormenta FC      | CHI Memorial Stadium                    | 26 de agosto | 19:30 |
| One Knoxville SC          | 1:1 | Charlotte Independence         | Regal Stadium                           | 26 de agosto | 19:30 |
| Central Valley Fuego FC   | 4:4 | Forward Madison FC             | Fresno State Soccer Stadium             | 26 de agosto | 22:30 |

| Richmond Kickers               | 3:3 | Central Valley Fuego FC | City Stadium                                    | 30 de agosto    | 19:00 |
| Lexington SC                   | 1:1 | Greenville Triumph SC   | Toyota Stadium                                  | 1 de septiembre | 19:00 |
| South Georgia Tormenta FC      | 1:3 | One Knoxville SC        | Optim Sports Medicine Field                     | 1 de septiembre | 19:30 |
| North Carolina FC              | 2:1 | Central Valley Fuego FC | Sahlen's Stadium at WakeMed Soccer Park         | 2 de septiembre | 16:00 |
| Chattanooga Red Wolves SC      | 3:1 | Forward Madison FC      | CHI Memorial Stadium                            | 2 de septiembre | 19:30 |
| Northern Colorado Hailstorm FC | 4:2 | Charlotte Independence  | TicketSmarter Stadium at Future Legends Complex | 3 de septiembre | 19:00 |

| Union Omaha                    | 4:3 | North Carolina FC         | Werner Park                                     | 6 de septiembre  | 21:00 |
| Northern Colorado Hailstorm FC | 3:2 | Lexington SC              | TicketSmarter Stadium at Future Legends Complex | 6 de septiembre  | 22:00 |
| Charlotte Independence         | 3:0 | Chattanooga Red Wolves SC | American Legion Memorial Stadium                | 9 de septiembre  | 20:00 |
| Greenville Triumph SC          | 0:2 | North Carolina FC         | Legacy Early College Field                      | 9 de septiembre  | 20:00 |
| Forward Madison FC             | 0:0 | One Knoxville SC          | Breese Stevens Field                            | 9 de septiembre  | 21:00 |
| Union Omaha                    | 2:1 | Richmond Kickers          | Werner Park                                     | 9 de septiembre  | 21:00 |
| Northern Colorado Hailstorm FC | 2:1 | South Georgia Tormenta FC | TicketSmarter Stadium at Future Legends Complex | 10 de septiembre | 19:00 |
| Central Valley Fuego FC        | 2:2 | Lexington SC              | Fresno State Soccer Stadium                     | 10 de septiembre | 23:00 |

| Forward Madison FC        | 1:0 | Richmond Kickers               | Breese Stevens Field                    | 14 de septiembre | 21:00 |
| North Carolina FC         | 2:3 | South Georgia Tormenta FC      | Sahlen's Stadium at WakeMed Soccer Park | 16 de septiembre | 20:00 |
| Chattanooga Red Wolves SC | 2:3 | Union Omaha                    | CHI Memorial Stadium                    | 16 de septiembre | 20:30 |
| One Knoxville SC          | 0:1 | Greenville Triumph SC          | Regal Stadium                           | 16 de septiembre | 20:30 |
| Central Valley Fuego FC   | 0:2 | Northern Colorado Hailstorm FC | Fresno State Soccer Stadium             | 16 de septiembre | 23:00 |
| Lexington SC              | 2:2 | Charlotte Independence         | Bell Soccer Complex                     | 17 de septiembre | 20:00 |

| Forward Madison FC             | 0:0 | Northern Colorado Hailstorm FC | Breese Stevens Field                            | 20 de septiembre | 21:00 |
| Central Valley Fuego FC        | 0:3 | North Carolina FC              | Fresno State Soccer Stadium                     | 20 de septiembre | 23:00 |
| Charlotte Independence         | 2:0 | Forward Madison FC             | American Legion Memorial Stadium                | 23 de septiembre | 18:00 |
| Lexington SC                   | 3:5 | Chattanooga Red Wolves SC      | Bell Soccer Complex                             | 23 de septiembre | 20:00 |
| South Georgia Tormenta FC      | 1:0 | One Knoxville SC               | Optim Sports Medicine Field                     | 23 de septiembre | 20:30 |
| Union Omaha                    | 2:1 | Central Valley Fuego FC        | Werner Park                                     | 23 de septiembre | 21:00 |
| Northern Colorado Hailstorm FC | 0:2 | North Carolina FC              | TicketSmarter Stadium at Future Legends Complex | 23 de septiembre | 22:00 |
| Richmond Kickers               | 1:2 | Greenville Triumph SC          | City Stadium                                    | 24 de septiembre | 17:00 |

| Greenville Triumph SC     | 0:2 | Northern Colorado Hailstorm FC | Legacy Early College Field              | 29 de septiembre | 20:00 |
| North Carolina FC         | 1:1 | Union Omaha                    | Sahlen's Stadium at WakeMed Soccer Park | 29 de septiembre | 20:00 |
| Charlotte Independence    | 1:1 | One Knoxville SC               | American Legion Memorial Stadium        | 30 de septiembre | 18:00 |
| Forward Madison FC        | 2:2 | Lexington SC                   | Breese Stevens Field                    | 30 de septiembre | 19:00 |
| Richmond Kickers          | 0:1 | South Georgia Tormenta FC      | City Stadium                            | 30 de septiembre | 19:00 |
| Chattanooga Red Wolves SC | 3:1 | Central Valley Fuego FC        | CHI Memorial Stadium                    | 30 de septiembre | 20:30 |

| Union Omaha                    | 4:1 | Charlotte Independence | Werner Park                                     | 4 de octubre | 20:30 |
| Central Valley Fuego FC        | 1:2 | Greenville Triumph SC  | Fresno State Soccer Stadium                     | 4 de octubre | 23:30 |
| One Knoxville SC               | 2:2 | Richmond Kickers       | Regal Stadium                                   | 6 de octubre | 20:30 |
| Lexington SC                   | 0:1 | North Carolina FC      | Bell Soccer Complex                             | 7 de octubre | 20:00 |
| Chattanooga Red Wolves SC      | 2:2 | Greenville Triumph SC  | CHI Memorial Stadium                            | 7 de octubre | 20:30 |
| South Georgia Tormenta FC      | 0:4 | Union Omaha            | Optim Sports Medicine Field                     | 7 de octubre | 20:30 |
| Northern Colorado Hailstorm FC | 2:0 | Forward Madison FC     | TicketSmarter Stadium at Future Legends Complex | 7 de octubre | 22:00 |

| Richmond Kickers               | 4:5 | Central Valley Fuego FC   | City Stadium                                    | 14 de octubre | 19:00 |
| Charlotte Independence         | 1:1 | South Georgia Tormenta FC | American Legion Memorial Stadium                | 14 de octubre | 20:00 |
| Forward Madison FC             | 0:1 | Union Omaha               | Breese Stevens Field                            | 14 de octubre | 20:00 |
| Greenville Triumph SC          | 1:1 | Lexington SC              | Legacy Early College Field                      | 14 de octubre | 20:00 |
| North Carolina FC              | 2:1 | One Knoxville SC          | Sahlen's Stadium at WakeMed Soccer Park         | 14 de octubre | 20:00 |
| Northern Colorado Hailstorm FC | 3:1 | Chattanooga Red Wolves SC | TicketSmarter Stadium at Future Legends Complex | 14 de octubre | 22:00 |

Nota: Georgia Tormenta FC debía jugar contra Northern Colorado Hailstorm FC el 17 de junio y se suspendió por mal tiempo. Se reprogramó para el 23 de agosto.

## Play-offs
|  | Cuartos de final | Cuartos de final               | Cuartos de final  |                                |       | Semifinales | Semifinales | Semifinales |  |   | Final                  | Final | Final |  |
|  |                  |                                |                   |                                |       |             |             |             |  |   |                        |       |       |  |
|  |                  |                                |                   |                                |       |             |             |             |  |   |                        |       |       |  |
|  |                  |                                |                   |                                |       |             |             |             |  |   |                        |       |       |  |
|  |                  |                                |                   |                                |       |             |             |             |  |   |                        |       |       |  |
|  |                  |                                |                   |                                |       |             |             |             |  |   |                        |       |       |  |
|  |                  | 1                              | Union Omaha       | 0 (4)                          |       |             |             |             |  |   |                        |       |       |  |
|  |                  |                                |                   | 0 (4)                          |       |             |             |             |  |   |                        |       |       |  |
|  |                  |                                | 4                 | Charlotte Independence         | 0 (5) |             |             |             |  |   |                        |       |       |  |
|  | 4                | Charlotte Independence         | 4                 | Charlotte Independence         | 0 (5) | 3           |             |             |  |   |                        |       |       |  |
|  | 4                | Charlotte Independence         |                   |                                |       |             |             |             |  |   |                        |       |       |  |
|  | 5                | Greenville Triumph SC          | 2                 |                                |       |             |             |             |  |   |                        |       |       |  |
|  | 5                | Greenville Triumph SC          | 2                 |                                |       |             |             |             |  | 4 | Charlotte Independence | 1 (4) |       |  |
|  |                  |                                |                   |                                |       |             |             |             |  | 4 | Charlotte Independence | 1 (4) |       |  |
|  |                  |                                | 2                 | North Carolina FC              | 1 (5) |             |             |             |  |   |                        |       |       |  |
|  |                  |                                | 2                 | North Carolina FC              | 1 (5) |             |             |             |  |   |                        |       |       |  |
|  |                  |                                |                   |                                |       |             |             |             |  |   |                        |       |       |  |
|  |                  |                                |                   |                                |       |             |             |             |  |   |                        |       |       |  |
|  |                  | 2                              | North Carolina FC | 3                              |       |             |             |             |  |   |                        |       |       |  |
|  |                  |                                |                   | 3                              |       |             |             |             |  |   |                        |       |       |  |
|  |                  |                                | 3                 | Northern Colorado Hailstorm FC | 1     |             |             |             |  |   |                        |       |       |  |
|  | 3                | Northern Colorado Hailstorm FC | 3                 | Northern Colorado Hailstorm FC | 1     | 4           |             |             |  |   |                        |       |       |  |
|  | 3                | Northern Colorado Hailstorm FC |                   |                                |       |             |             |             |  |   |                        |       |       |  |
|  | 6                | Forward Madison FC             | 1                 |                                |       |             |             |             |  |   |                        |       |       |  |
|  | 6                | Forward Madison FC             | 1                 |                                |       |             |             |             |  |   |                        |       |       |  |
|  |                  |                                |                   |                                |       |             |             |             |  |   |                        |       |       |  |

### Cuartos de final
| 20 de octubre de 2023 | Charlotte Independence                     | 3:2     | Greenville Triumph SC          | American Legion Memorial Stadium, Charlotte, North Carolina |                                                        |
| 19:30                 | - Johnson 51' - Obertan 74' - Flanagan 79' | Reporte | - Gavilanes 13' - Shultz 90+2' | Asistencia: 961 espectadores Árbitro(s): Thomas Snyder      | Asistencia: 961 espectadores Árbitro(s): Thomas Snyder |

| 21 de octubre de 2023 | Northern Colorado Hailstorm FC       | 4:1     | Forward Madison FC | TicketSmarter Stadium at Future Legends Complex, Windsor, Colorado |                                                               |
| 21:00                 | - Amann 45', 87', 90+5' - Rogers 65' | Reporte | - Chaney 57'       | Asistencia: 3.011 espectadores Árbitro(s): Joshua Encarnación      | Asistencia: 3.011 espectadores Árbitro(s): Joshua Encarnación |

### Semifinales
| 28 de octubre de 2023 | Union Omaha                                        | 0:0 (0:0, 0:0) (t. s.)(4:5 p.) | Charlotte Independence                            | Werner Park, Papillion, Nebraska                           |                                                            |
| 16:30                 |                                                    | Reporte                        |                                                   | Asistencia: 2.217 espectadores Árbitro(s): Eric Tattersall | Asistencia: 2.217 espectadores Árbitro(s): Eric Tattersall |
|                       |                                                    | Tiros desde el punto penal     |                                                   |                                                            |                                                            |
|                       | - Scearce - Dos Santos - Gallardo - Brito - Willis |                                | - Johnson - Acosta - Bennett - Álvarez - Spielman |                                                            |                                                            |

| 28 de octubre de 2023 | North Carolina FC             | 3:1     | Northern Colorado Hailstorm FC | Sahlen's Stadium at WakeMed Soccer Park, Cary, North Carolina |                                                            |
| 19:30                 | - García 31', 49' - Perez 87' | Reporte | - Hernández 90+4'              | Asistencia: 2.345 espectadores Árbitro(s): Alexis Da Silva    | Asistencia: 2.345 espectadores Árbitro(s): Alexis Da Silva |

### Final
| 5 de noviembre de 2023 | North Carolina FC                                  | 1:1 (0:0,1:1) (t. s.)(5:4 p.) | Charlotte Independence                          | Sahlen's Stadium at WakeMed Soccer Park, Cary, North Carolina |                                                              |
| 20:30                  | - Pack 111' (a.g.)                                 | Reporte                       | - Acosta 99'                                    | Asistencia: 4.487 espectadores Árbitro(s): Sergii Demianchuk  | Asistencia: 4.487 espectadores Árbitro(s): Sergii Demianchuk |
|                        |                                                    | Tiros desde el punto penal    |                                                 |                                                               |                                                              |
|                        | - Perez - Servania - Navarro - Maldonado - Arriaga |                               | - Kelly - Johnson - Acosta - Álvarez - Spielman |                                                               |                                                              |

## Goleadores
- Actualizado el 5 de noviembre de 2023.

| Jugador            | Equipo                      | Goles |
| ------------------ | --------------------------- | ----- |
| Trevor Amann       | Northern Colorado Hailstorm | 26    |
| Oalex Anderson     | North Carolina FC           | 17    |
| Ates Diouf         | Lexington SC                | 15    |
| Kazaiah Sterling   | Tormenta FC                 | 13    |
| Steevan Dos Santos | Union Omaha                 | 13    |
| Leonardo Castro    | Greenville Triumph SC       | 13    |
| Rafael Mentzingen  | North Carolina FC           | 13    |